# Каманов
Каманов — (біл. вёска Каманаў), село (веска) в складі Брагінського району розташоване в Гомельській області Білорусі. Село підпорядковане Вугловській сільській раді і в ньому мешкає 58 чоловік (станом на 2004 рік).
Село Каманов розташоване на південному сході Білорусі, у південній частині Гомельської області, неподалік від районного центру Брагіна (за 14 кілометрів північніше).